# جيرالد يونغ (لاعب كرة قاعدة)
جيرالد يونغ (بالإنجليزية: Gerald Young)‏ هو لاعب كرة قاعدة أمريكي، ولد في 22 أكتوبر 1964 في Tela ‏ في هندوراس.

## وصلات خارجية
- جيرالد يونغ على موقعبيزبول رفرنس.كوم (الدوري الرئيسي) (الإنجليزية)
- جيرالد يونغ على موقع مشجعي الرسوم البيانية (الإنجليزية)